# Posada del Bierzo
Posada del Bierzo es una localidad española del municipio de Carracedelo, en la provincia de León, comunidad autónoma de Castilla y León. Se encuentra en la comarca de El Bierzo.

## Geografía
Se encuentra:
- Al N de Villaverde de la Abadía
- Al NO de Dehesas
- Al S de Carracedelo
- Al E de Villadepalos

### Clima
Posada del Bierzo tiene un clima mediterráneo continental subhúmedo que se da en las zonas o regiones consideradas de transición entre el clima mediterráneo continental y el clima oceánico o de montaña, contando con precipitaciones relativamente abundantes, aunque con la sequía estival
| Parámetros climáticos promedio de Posada del Bierzo | Parámetros climáticos promedio de Posada del Bierzo | Parámetros climáticos promedio de Posada del Bierzo | Parámetros climáticos promedio de Posada del Bierzo | Parámetros climáticos promedio de Posada del Bierzo | Parámetros climáticos promedio de Posada del Bierzo | Parámetros climáticos promedio de Posada del Bierzo | Parámetros climáticos promedio de Posada del Bierzo | Parámetros climáticos promedio de Posada del Bierzo | Parámetros climáticos promedio de Posada del Bierzo | Parámetros climáticos promedio de Posada del Bierzo | Parámetros climáticos promedio de Posada del Bierzo | Parámetros climáticos promedio de Posada del Bierzo | Parámetros climáticos promedio de Posada del Bierzo |
| Mes                                                 | Ene.                                                | Feb.                                                | Mar.                                                | Abr.                                                | May.                                                | Jun.                                                | Jul.                                                | Ago.                                                | Sep.                                                | Oct.                                                | Nov.                                                | Dic.                                                | Anual                                               |
| --------------------------------------------------- | --------------------------------------------------- | --------------------------------------------------- | --------------------------------------------------- | --------------------------------------------------- | --------------------------------------------------- | --------------------------------------------------- | --------------------------------------------------- | --------------------------------------------------- | --------------------------------------------------- | --------------------------------------------------- | --------------------------------------------------- | --------------------------------------------------- | --------------------------------------------------- |
| Temp. máx. abs. (°C)                                | 15                                                  | 21                                                  | 25                                                  | 29                                                  | 34                                                  | 37                                                  | 38                                                  | 37                                                  | 33                                                  | 28                                                  | 21                                                  | 16                                                  | 38                                                  |
| Temp. máx. media (°C)                               | 5                                                   | 9                                                   | 12                                                  | 14                                                  | 18                                                  | 23                                                  | 27                                                  | 26                                                  | 22                                                  | 15                                                  | 10                                                  | 6                                                   | 16                                                  |
| Temp. media (°C)                                    | 2                                                   | 4                                                   | 7                                                   | 9                                                   | 12                                                  | 16                                                  | 19                                                  | 19                                                  | 15                                                  | 11                                                  | 6                                                   | 3                                                   | 10                                                  |
| Temp. mín. media (°C)                               | -2                                                  | -0                                                  | 2                                                   | 3                                                   | 5                                                   | 9                                                   | 12                                                  | 11                                                  | 9                                                   | 5                                                   | 2                                                   | -0                                                  | 5                                                   |
| Temp. mín. abs. (°C)                                | -16                                                 | -11                                                 | -10                                                 | -5                                                  | -3                                                  | 2                                                   | 3                                                   | 4                                                   | 0                                                   | -4                                                  | -9                                                  | -12                                                 | -16                                                 |
| Precipitación total (mm)                            | 73                                                  | 64                                                  | 43                                                  | 51                                                  | 59                                                  | 34                                                  | 24                                                  | 26                                                  | 49                                                  | 74                                                  | 76                                                  | 95                                                  | 672                                                 |
| Días de precipitaciones (≥ 1 mm)                    | 9                                                   | 8                                                   | 8                                                   | 9                                                   | 10                                                  | 6                                                   | 4                                                   | 3                                                   | 6                                                   | 9                                                   | 9                                                   | 11                                                  | 93                                                  |
| Horas de sol                                        | 82                                                  | 102                                                 | 156                                                 | 187                                                 | 196                                                 | 268                                                 | 307                                                 | 287                                                 | 217                                                 | 156                                                 | 109                                                 | 60                                                  | 2110                                                |
| Humedad relativa (%)                                | 87                                                  | 75                                                  | 67                                                  | 66                                                  | 66                                                  | 61                                                  | 58                                                  | 59                                                  | 65                                                  | 76                                                  | 82                                                  | 90                                                  | 74                                                  |
| Fuente: Agencia Estatal de Meterología (AEMet)      |                                                     |                                                     |                                                     |                                                     |                                                     |                                                     |                                                     |                                                     |                                                     |                                                     |                                                     |                                                     |                                                     |

## Historia

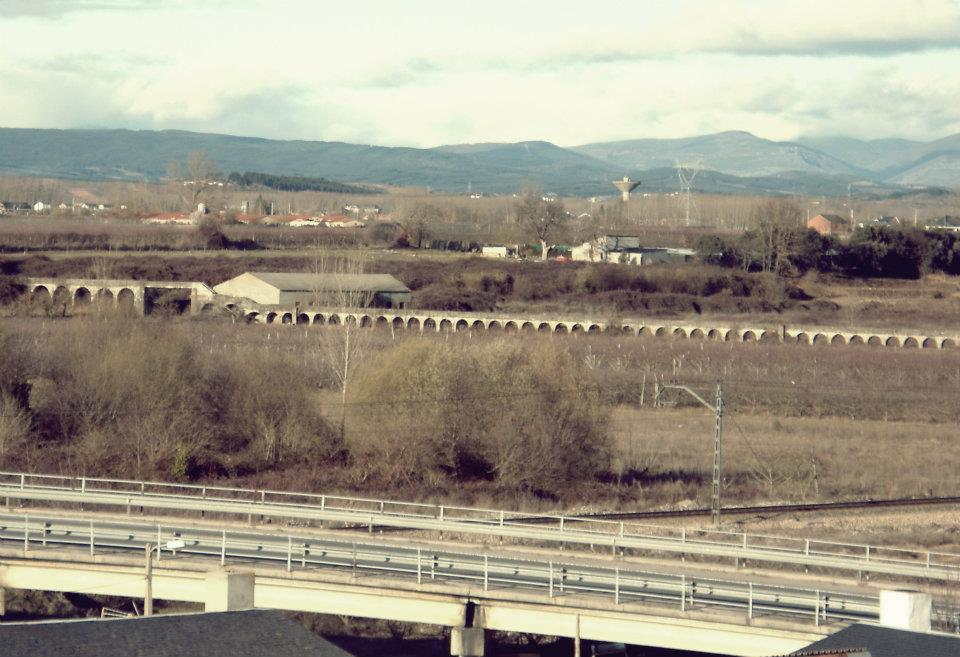
Acequia 22 (al fondo)

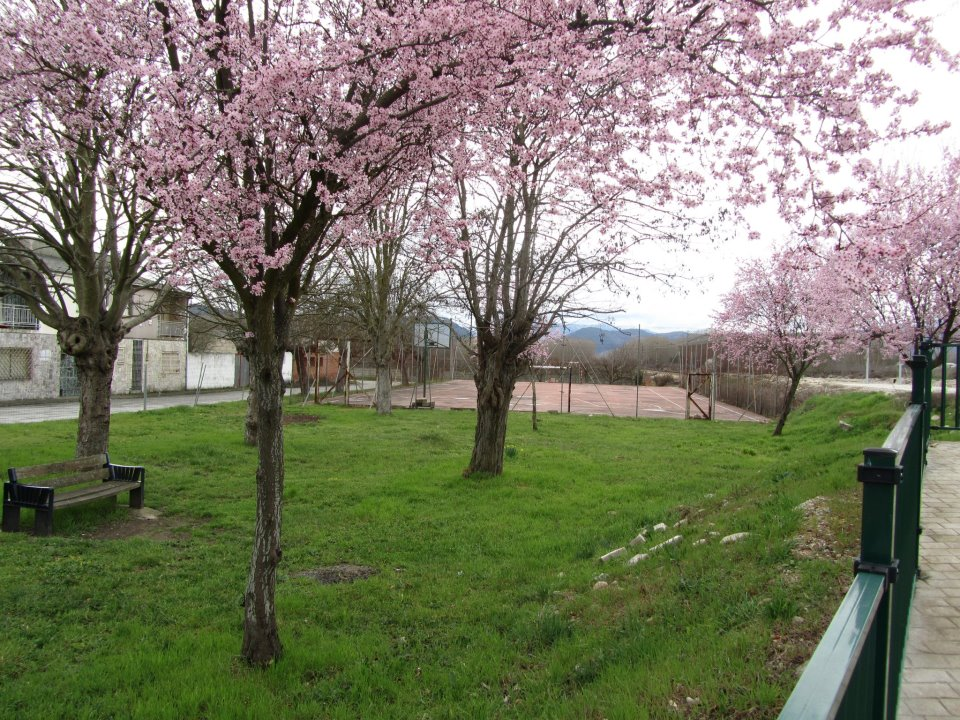
Polideportivo en primavera

La historia de Posada del Bierzo se empieza a contar desde finales de los años cincuenta del siglo xx. La construcción del pantano de Bárcena obligó a levantar de la nada dos localidades para sustituir a los pueblos inundados. Las tierras de esta población hoy perteneciente al Ayuntamiento de Carracedelo no convencieron a los habitantes de las antiguas Bárcena y Posada del Río. Pero precisamente del campo ha vivido y sigue viviendo Posada del Bierzo, uno de los principales núcleos de explotación de las renombradas pera conferencia y manzana reineta, distinguidas con sello de calidad.

## Demografía
| 2000 | 2001 | 2002 | 2003 | 2004 | 2005 | 2006 | 2007 | 2008 | 2009 | 2010 | 2011 | 2012 | 2013 |
| 175  | 170  | 171  | 168  | 166  | 170  | 179  | 170  | 175  | 173  | 165  | 164  | 159  | 153  |

## Economía

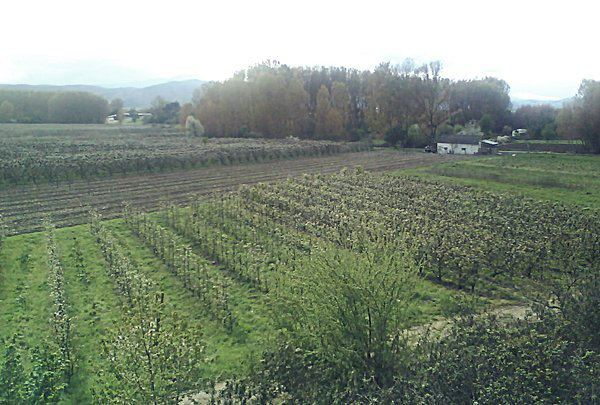
Finca de perales

En todo el pueblo predomina la producción de fruta, concretamente pera y manzana. Se transladan a cooperativas y se exportan a diversas ciudades de toda Europa.

## Comunicaciones
Ferrocarril

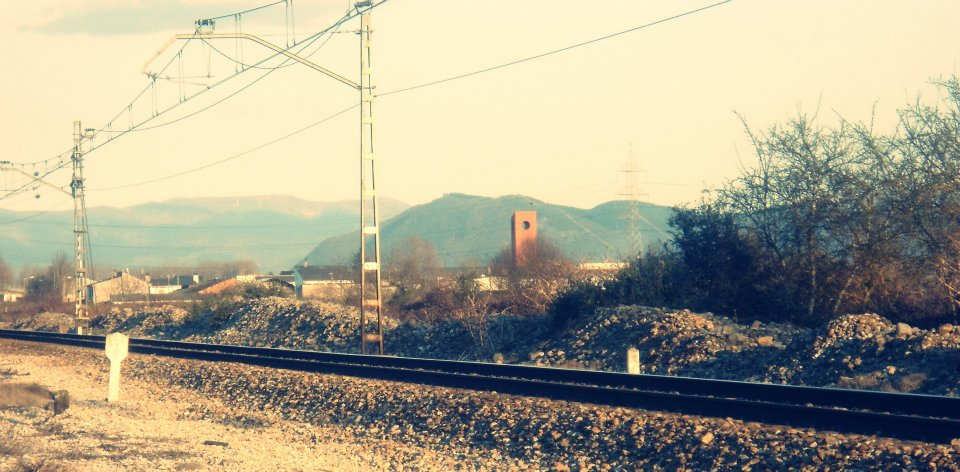
Vía de Ferrocarril

Cuenta con un apeadero, en el que paraban trenes con destino a Ponferrada y  Vigo-Guixar. Desde el cambio de horarios de junio de 2013, deja de efectuar parada el único tren regional que se detenía hasta entonces.
Autobuses
Cuenta con una parada en la plaza del pueblo.

## Cultura

### Patrimonio

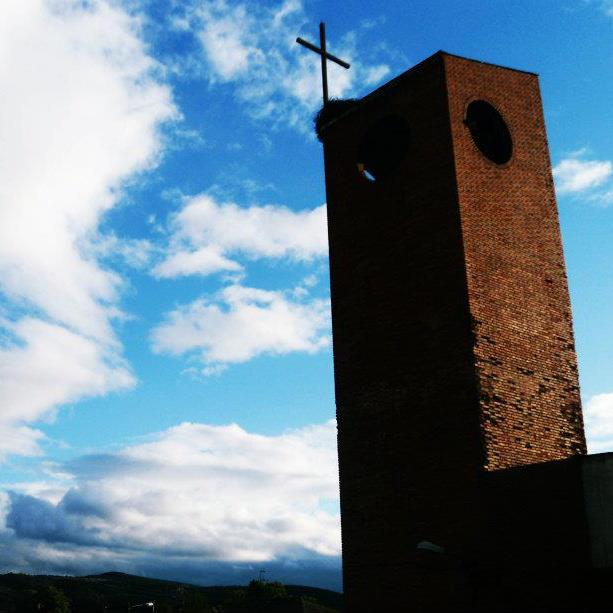
Iglesia

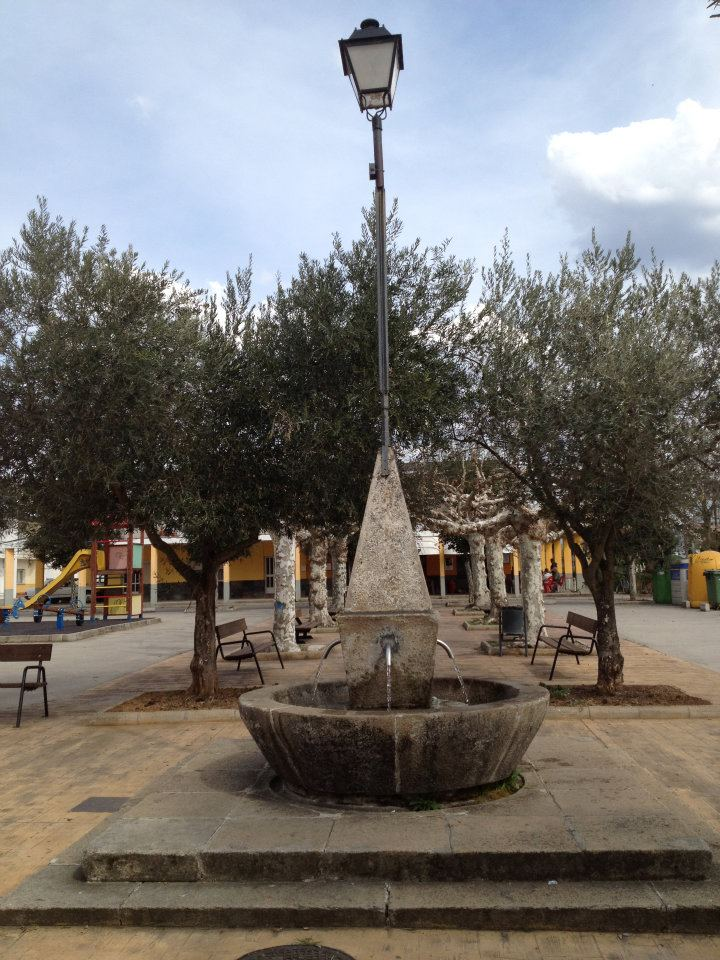
Fuente de los Cuatro Caños

- Plaza Simón González Ferrando. Inaugurada por Francisco Franco el 16 de septiembre de 1961.
- Iglesia de San Pedro.
- Fuente de los Cuatro Caños.
- Museo San Isidro, creado por Darío Martínez.
- Horno, de Patrimonio Etnográfico.
- Cementerios local y municipal.
- Báscula, antaño utilizada para pesar tractores con fruta.
- Tres parques.
- Puente que comunica el pueblo con Carracedelo.
- Acequias 20 y 22.

### Fiestas y actividades culturales
- 5 de enero: visita de los Reyes Magos y Chocolatada.
- Febrero: Carnaval.
- 15 de mayo: San Isidro Labrador, patrón del pueblo.
- 23 de junio: hoguera de San Juan.
- Julio: excursión a cargo de la Asociación del pueblo.
- Julio - agosto: talleres y fiestas de verano.
- Noviembre: magosto.
- Diciembre: Belén en la iglesia del pueblo.